# Susanne Linde
Gudrun Susanne Wahlfeldt Linde, född 11 september 1954 i Arboga stadsförsamling, Västmanlands län, är en svensk miljöpartist, uppmärksammad för några år sedan som feministisk politiker. Linde var tidigare aktiv inom Folkpartiet liberalerna och blev senare en av grundarna till Feministiskt initiativ (Fi). Linde deltog bland annat vid presskonferensen den 4 april 2005 då Fi presenterades offentligt. 
Den 12 september 2005 meddelade Linde att hon lämnade Fi, mycket på grund av en långvarig konflikt med Tiina Rosenberg.
Linde uppmärksammades i kvällspressen där man hävdade att hon, trots att hon var sjukskriven skulle ha arbetat samtidigt som hon uppbar sjukersättning. Försäkringskassan valde att gå på medias linje och sänkte hennes ersättning från 75 % till 50 %. Linde överklagade till Länsrätten i Västmanlands län som i juni 2006 ogiltigförklarade Försäkringskassans beslut och fastslog att det inte fanns grund för detta agerande.